# Lee Myung-Suk
Lee Myung-Suk es una deportista surcoreana que compitió en taekwondo. Ganó una medalla de oro en el Campeonato Asiático de Taekwondo de 1996, en la categoría de +70 kg.

## Palmarés internacional
| Campeonato Asiático | Campeonato Asiático   | Campeonato Asiático | Campeonato Asiático |
| Año                 | Lugar                 | Medalla             | Categoría           |
| ------------------- | --------------------- | ------------------- | ------------------- |
| 1996                | Melbourne (Australia) | Medalla de oro      | +70 kg              |